# USS LST-278
O USS LST-278 foi um navio de guerra norte-americano da classe LST que operou durante a Segunda Guerra Mundial.